# Abbaye de Kladruby
 (décembre 2010).
Si vous disposez d'ouvrages ou d'articles de référence ou si vous connaissez des sites web de qualité traitant du thème abordé ici, merci de compléter l'article en donnant les références utiles à sa vérifiabilité et en les liant à la section « Notes et références ».
L'abbaye de Kladruby est une ancienne abbaye bénédictine située à Kladruby, en République tchèque, entre Plzeň et la frontière avec l'Allemagne.
C'est un remarquable édifice baroque, mais dans un très mauvais état de conservation. La partie la mieux préservée est l'église Notre Dame de l'Assomption, un chef-d'œuvre de Jean-Blaise Santini, qui y appliqua sa synthèse très personnelle entre architectures baroque et gothique.

## Histoire
Le monastère a été fondé en 1115 par Vladislav Ier, qui y fut d'ailleurs enterré. L'église conventuelle, romane à l'origine, fut dédicacée en 1233 à Notre Dame de l'Assomption et aux saints Benoît et Wolfgang. Elle fut reconstruite en style gothique au XIVe siècle. 
Fortement endommagé par les guerres hussites et la guerre de Trente Ans, le monastère fut reconstruit à partir de 1701 à l'initiative de l'abbé Maurus Fintzguth. Celui-ci fit successivement appel aux deux architectes les plus en vue à Prague à l'époque : Jan Blažej Santini-Aichel pour l'église, et  K.I. Dientzenhofer, pour les bâtiments conventuels.

Santini a produit là un des chefs-d'œuvre de son style baroque-gothique si particulier. La coupole de la croisée est une de ses réalisations les plus impressionnantes et une œuvre unique en son genre, au moins en Europe centrale. Le prolongement du chœur par une triple abside est l'autre grande originalité de l'édifice ; l'arabesque de ses voutes entrelacées a été décrite par Christian Norberg-Schulz comme « une des  pièces d'architecture les plus irréelles qui ait jamais été conçue ». On pourrait les croire inspirées de modèles anglais s'il n'était très peu probable que Santini ait pu les connaître.